# ماتي بلير
ماتي بلير (بالإنجليزية: Matty Blair)‏ هو لاعب كرة قدم بريطاني في مركز نصف الجناح، ولد في 21 يونيو 1989 في ورك في المملكة المتحدة. لعب مع كامبريدج يونايتد ونادي دونكاستر روفرز ونادي كيدرمينستر هاريرز لكرة القدم ونادي مانسفيلد تاون ونادي يورك سيتي ونورثامبتون تاون.

## وصلات خارجية
- ماتي بلير على موقع قاعدة بيانات كرة القدم.إي يو (الإنجليزية)
- ماتي بلير على موقع Soccerbase.com (لاعب) (الإنجليزية)